# Hans-Georg Dorendorf
Hans-Georg Dorendorf (* 3. Juli 1942 in Halle (Saale); † 23. November 1998 ebenda) war ein deutscher Politiker (CDU).
Dorendorf besuchte die Volksschule und das Johann-Gottfried-Herder-Gymnasium in Halle. Nach einer Lehre zum Koch besuchte er die Fachschule für Gastronomie und die Handelshochschule in Leipzig, an der er den Titel des Diplomwirtschaftlers erwarb. 1986 promovierte er. Er arbeitete als wissenschaftlicher Mitarbeiter am Bezirkshygieneinstitut Halle und an der Handelshochschule Leipzig; 1991 wurde er Abteilungsleiter der Treuhand in Halle.
Dorendorf trat 1964 der DDR-CDU bei. 1990 wurde er dort in den Stadtvorstand in Halle gewählt. Er wurde bei der Volkskammerwahl am 18. März 1990 in die letzte Volkskammer gewählt.  
Am 3. Oktober 1990 wurden durch die Wiedervereinigung alle Volkskammerabgeordneten zu zusätzlichen Mitgliedern des 11. Deutschen Bundestages (MdB-Liste hier). Die Amtszeit des 11. Bundestages endete mit der Konstituierung des 12. Bundestages am 20. Dezember 1990, achtzehn Tage nach der Bundestagswahl 1990. 
Dorendorf war von 1995 bis zu seinem Tod Vorsitzender des CDU-Ortsverbandes Halle-Ost. 
Dorendorf hinterließ seine Frau und ein Kind.